# Beaky Buzzard
Pour les articles homonymes, voir Buzzard.
Beaky Buzzard  est un personnage des dessins animés Warner Bros Looney Tunes. Il a été créé par Bob Clampett et sa première apparition date de 1942 dans le dessin animé Bébé Busard s'en va chasser (Bugs Bunny Gets the Boid).

## Description
Beaky est un oiseau de proie, un urubu à tête rouge (vautour américain), mais il ressemble beaucoup plus à un vautour ou un condor avec des plumes noires sur le corps et des plumes blanches autour du cou. Il a un long cou, un peu penché vers l'avant, et une grosse pomme d'Adam. Sa tête et son cou sont continus ; son bec est long et jaune. Ses yeux donnent l'impression qu'il est à moitié endormi.

## Historique
Dans ses premières aventures, Beaky Buzzard apparaît comme antipathique et stupide. Maman Buzzard lui donne le gentil surnom de « Killer ». Sa mission est de ramener de la nourriture pour le dîner de la famille, par exemple, un lapin !
Beaky est un oiseau de proie qui, contrairement à ses congénères, est loin de posséder une vision perçante. Il a deux grands yeux qu'il maintient ouverts à grand peine.

## Filmographie
- Bébé Busard s'en va chasser (Bugs Bunny Gets the Boid, 1942)[1]
- Le Vautour timide (The Bashful Buzzard, 1945)[1]
- Le Lion est occupé (The Lion's Busy, 1950)[1]
- Strife with Father (1950)[1]
- Carrotblanca (1995) (brève présence)
- Space Jam (1996) (brève présence)
- Les Looney Tunes passent à l'action (Looney Tunes: Back in Action, 2003)
- Looney Tunes Cartoons (2020-2023)